# Denver City (Teksas)
Denver City je gradić u američkoj saveznoj državi Teksas. Prema popisu stanovništva iz 2010. u njemu je živjelo 4.479 stanovnika.